# Severus Tenenbaum
Severus Tenenbaum, pseudonym för Ingela Olsén, född 19 april 1984 i Östersund, är en svensk fotograf. 
Hon har skapat sitt artistnamn från en karaktär ur Harry Potter, Severus Snape och filmen Royal Tenenbaums.
Våren 2008 gav Tenenbaum ut två böcker, Suspended och Emotions. De formgavs av Lars Sundh. Förordet i Emotions är skrivet av Bodil Malmsten. Severus ställde ut för första gången på Fotomässan 2009. 
Två av hennes böcker, "The Vanilla Days are over" och "The Design Story" fotograferades vid Volvo Cars huvudkontor. 
Tenenbaums porträtt visades på Galleri Kontrast i utställningen "Livslopp" 2018. Hon ställde ut flera av sina bilder på Fotografiska i augusti–september 2018 i utställningen "Bildvalet".